# 白葡萄酒

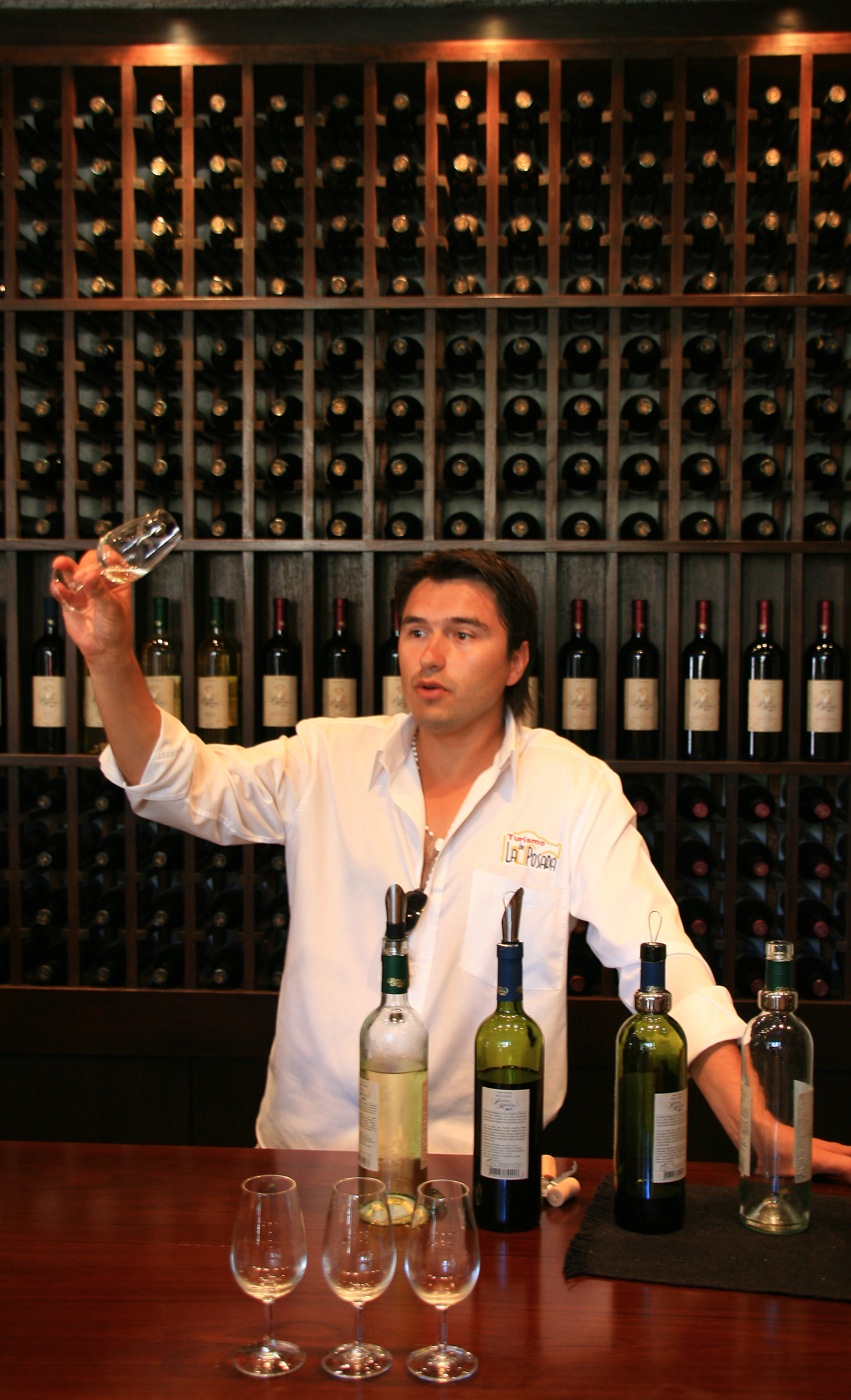
阿根廷卡法亚特的Torrontés品酒会

白葡萄酒（法語：vin blanc），葡萄酒的一種，主要由果肉没有颜色的葡萄品種酿造而成，它的果皮可能是紫黑色或黃綠色，酒色呈黃色、黃綠色或金色。酿酒的葡萄汁擠出後馬上與葡萄皮分隔，不讓皮內的色素滲入葡萄汁中。白葡萄酒可分为干白葡萄酒、半干白葡萄酒、甜白葡萄酒和半甜白葡萄酒。用以釀制白葡萄酒常見的葡萄品種包括：莎当妮、白苏维翁、雷司令、赛美蓉 雪莉酒 等等。

## 產地
- 法國
- 義大利
- 德国
- 西班牙
- 新西兰
- 美国
- 加拿大

## 部分白葡萄酒例子
- 義大利 普羅賽柯
- 義大利 阿斯蒂莫斯卡托
- 法國 克萊雷特起泡酒
- 德国 雷司令